# Alacantí
|  | Aquest article tracta sobre la comarca de l'Alacantí. Vegeu-ne altres significats a «Alacantí (desambiguació)». |

L'Alacantí és una comarca que es troba al sud del País Valencià amb capital a Alacant. Limita al nord amb l'Alcoià, a l'est amb la Marina Baixa i la mar Mediterrània, al sud amb el Baix Vinalopó i a l'oest amb el Vinalopó Mitjà.

## Geografia
La comarca és pràcticament plana envoltada de muntanyes. Limita al nord amb la serra del Cabeçó d'Or (nom a causa de l'iber, ja que prové de la paraula ur, és a dir, aigua); al sud la vall del Vinalopó; a l'oest les serres dels Plans i a l'est el Mediterrani. Comprèn una zona septentrional abrupta on es troba la Vall de Xixona, i una de meridional, l'Horta d'Alacant, formada per la planícia litoral que travessa el riu Montnegre. Aquesta privilegiada situació geogràfica i el seu clima càlid i sec ha estat el motiu pel qual aquestes terres hagen estat sempre triades per totes les cultures que han passat des de la Mediterrània.

### Demografia
El 2015 tenia 476.057 habitants, la majoria dels quals a Alacant. La ciutat d'Alacant és la seua capital i té 328.648 habitants (2015).

## Municipis
Les dades bàsiques dels «10 municipis», amb les xifres de població del padró municipal d'habitants 2023, són:
| Municipi                | Habitants (2023) | Sup. (km²) | Dens. (2023) (hab./km²) |
| ----------------------- | ---------------- | ---------- | ----------------------- |
| Alacant                 | 349.282          | 201,3      | 1735,1                  |
| Sant Vicent del Raspeig | 59.928           | 40,6       | 1476,1                  |
| el Campello             | 29.993           | 55,3       | 542,4                   |
| Mutxamel                | 27.078           | 47,7       | 567,7                   |
| Sant Joan d'Alacant     | 25.275           | 9,6        | 2632,8                  |
| Xixona                  | 7.032            | 163,8      | 42,9                    |
| Agost                   | 5.067            | 66,6       | 76,1                    |
| Busot                   | 3.534            | 33,8       | 104,6                   |
| Aigües                  | 1.146            | 18,5       | 61,9                    |
| la Torre de les Maçanes | 714              | 36,5       | 19,6                    |
| l'Alacantí              | 509.049          | 673,6      | 755,7                   |

### Delimitacions històriques
La comarca de l'Alacantí és de creació moderna, l'any 1989, i comprén l'antiga comarca de la Foia de Xixona i part de la històrica Horta d'Alacant. Aquestes comarques antigues apareixen al mapa de comarques d'Emili Beüt "Comarques naturals del Regne de València" publicat l'any 1934.

## Història
Durant la colonització cristiana a l'edat mitjana, la comarca de l'Alacantí va ser de les darreres conquerides als àrabs, la conquesta de la qual fou pacífica i el territori va ser adscrit a Castella, en 1244, en virtut del tractat d'Almizra, i esdevé poc després una sublevació musulmana en 1248 sufocada amb l'ajut d'En Jaume I. Després d'anys de disputes el 1304 Dionís I de Portugal, l'infant Joan de Castella i el bisbe de Saragossa, per la Sentència de Torrelles acorden deixar definitivament adscrita al Regne de València les terres de l'Alacantí, sota regnat del rei Jaume II el Just.

## Agricultura

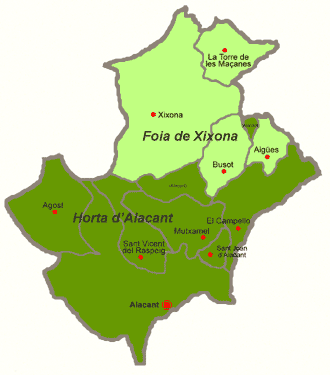
Subcomarques de l'Alacantí

La vegetació, mediterrània, és àrida, però els seus habitants han sabut històricament aprofitar l'aigua i la terra per fer-la fèrtil. Les temperatures sovint són suaus i les pluges escasses i concentrades a la tardor amb tempestes causades per la famosa gota freda que hi causa inundacions.
Al nord, on es troba l'antiga comarca de la Foia de Xixona, més freda, té conreus d'ametlers, oliveres, raïm i hortalisses. A Xixona és importantíssima la fabricació del torró. A la part meridional, part de l'antiga comarca de l'Horta d'Alacant, les aigües del Montnegre permeten algun tipus de regadiu, gràcies a l'embassament de Tibi, el més antic d'Europa (s. xvii), tot i qué són els conreus de secà els que més hi abunden.

## Economia
La població és considerablement densa i els seus principals nuclis són: Sant Vicent del Raspeig, amb indústries de ciment i paperera, típica ciutat dormitori, on es troba la Universitat d'Alacant; a Agost es produeix rajola destinada a la construcció i cantereria tradicional; a Sant Joan d'Alacant també un altre municipi dormitori que té una altra universitat, la de Miguel Hernández, a més nombroses grans superfícies comercials, i el Campello, amb port pesquer. Alacant, la capital de la comarca, ha experimentat un ràpid desenvolupament, especialment a partir del segle xviii, a causa del seu actiu comerç marítim. Té una variada indústria d'alumini, química, tallers metal·lúrgics i de motors, ceràmica, alimentària, del tabac, etc.; a més de ser un centre pesquer. Això no obstant, una de les activitats més importants de la comarca la constitueixen el turisme, fonamentalment a la Platja de Sant Joan, i els sectors econòmics relacionats.